# Hygrochroa adrastria
Hygrochroa adrastria är en fjärilsart som beskrevs av Druce 1887. Hygrochroa adrastria ingår i släktet Hygrochroa och familjen silkesspinnare. Inga underarter finns listade i Catalogue of Life.